# Vinji Vrh, Šmarješke Toplice
Vinji Vrh este o localitate din comuna Šmarješke Toplice, Slovenia, cu o populație de 161 de locuitori.